# Wladimir Grigorjewitsch Boltjanski
Wladimir Grigorjewitsch Boltjanski (russisch Владимир Григорьевич Болтянский, wiss. Transliteration Vladimir Grigor’evič Boltjanskij; * 26. April 1925 in Moskau; † 16. April 2019) war ein russischer Mathematiker, der sich mit Optimale Steuerung und Geometrie beschäftigte.

## Leben
Boltjanski studierte 1943 bis 1948 an der Lomonossow-Universität in Moskau Mathematik (unterbrochen vom Wehrdienst im Zweiten Weltkrieg) und war ab 1951 am Mathematischen Institut der sowjetischen Akademie der Wissenschaften. 1955 wurde er dort bei Lew Pontrjagin promoviert (russischer Doktor, entspricht hier der Habilitation). Ab 1959 war er Professor. Später war er Professor am Institut für Systemforschung der Akademie der Wissenschaften der UdSSR. In den 1990er Jahren unterrichtete er am mathematischen Forschungszentrum CIMAT in Guanajuato in Mexiko.
Boltjanski war für seine Arbeiten über dynamische Optimierung und Steuerungstheorie (stetiger und diskreter Prozesse) bekannt. Er bewies darin u. a. das Pontrjaginsche Maximumprinzip für nichtlineare Prozesse. Außerdem arbeitete er über konvexe Geometrie und das dritte Hilbertsche Problem (ursprünglich von Max Dehn gelöst).
Er war korrespondierendes Mitglied der Russischen Akademie für Pädagogik. Für seine Arbeiten über dynamische Optimierung erhielt er den Leninpreis mit Rewas Gamqrelidse, Jewgeni Mischtschenko und Lew Pontrjagin. 1967 erhielt er den Preis der Usbekischen SSR für seine Arbeiten über geordnete Ringe.

## Schriften
- Differentialrechnung einmal anders. Deutscher Verlag der Wissenschaften, Berlin 1956.
- Mit Isaak Jaglom: Konvexe Figuren (= Hochschulbücher für Mathematik. Bd. 24). Deutscher Verlag der Wissenschaften, Berlin 1956.
- Equivalent and equidecomposable figures. Heath, Boston 1963.
- Envelopes. Popular lectures in mathematics. Pergamon Press, 1964.
- Mit Lew Pontrjagin, Rewas Gamqrelidse, Jewgeni Mischtschenko: Mathematische Theorie optimaler Prozesse. Oldenbourg, München 1967.
- Mathematische Methoden der optimalen Steuerung. Geest und Portig, Leipzig 1971, 2. Auflage, Hanser, München 1972.
- Mit Israel Gohberg: Sätze und Probleme der kombinatorischen Geometrie. Deutscher Verlag der Wissenschaften, Berlin 1972.
- Optimale Steuerung diskreter Systeme. Geest und Portig, Leipzig 1976.
- Hilberts Third Problem. Winston, Washington D.C. 1978.
- Mit V. A. Efremovich: Anschauliche kombinatorische Topologie. Vieweg, 1986 (engl. Intuitive Combinatorial Topology. Springer, 2001; russisches Original 1982).
- Zum Dritten Hilbertschen Problem. In: Pawel Alexandrow (Hrsg.): Die Hilbertschen Probleme. Ostwalds Klassiker, Deutsch, Frankfurt am Main 1998.
- Mit Horst Martini, V. Soltan: Geometric methods and optimization problems. Kluwer, 1999.